# Ignalina
Ignalina (in yiddish: איגנאלינע Ignaline) è una città dell’omonimo distretto della contea di Utena, nell’est della Lituania. Secondo un censimento del 2011, risultavano 6 007 abitanti. In un nuovo censimento del 2017 il numero ammonta a 5260.
È conosciuta nel Paese baltico per la ad oggi dismessa centrale nucleare, sita al confine con Visaginas.

## Storia
Ritrovamenti archeologici e artefatti permettono gli storici di sostenere che già in zona si erano insediati dei gruppi di persone nell'IX secolo.
Si suppone che il territorio di Ignalina rientrasse nella regione della Nalšia, menzionata variamente negli scritti redatti tra il 1229 e il 1298. 
Un elemento certo è deducibile dai toponimi locali: tali aree erano abitate da tribù seloniche.
Nonostante le prove archeologiche abbiano evidenziato per molti secoli l'esistenza di questo centro abitato, Ignalina è menzionata per la prima volta in atti ufficiali solo nel 1810. Ha iniziato a crescere solo a seguito della costruzione del tratto ferroviario Varsavia–San Pietroburgo nel 1866. Nello stesso periodo, è cresciuta l'industria. Non manca però un’attenta cura dell'ambiente, testimoniata dalla creazione del tuttora esistente parco nazionale dell'Aukštaitija.
Dopo la Grande Guerra, l'area fu contesa da Polonia e Lituania nell'ambito dell'ammutinamento di Lucjan Żeligowski: la città entrò conseguentemente a far parte della Seconda Repubblica di Polonia nel 1923. Tuttavia, la Lituania continuò insistentemente a reclamare l'intera contea di Utena a sé, specialmente questa zona per via di interessi commerciali e industriali Fino al settembre 1939, Ignalina (Ignalino in polacco) ha fatto parte dei distretti della Polonia.
A seguito della campagna di Polonia, Ignalina divenne capoluogo dell'omonimo distretto. La crescita dell'area fu bruscamente interrotta con gli eventi bellici della seconda guerra mondiale: più di metà della popolazione era di origine ebraica, tragicamente uccisa anche già prima dell'Olocausto (1 200 persone per la precisione).
Durante la seconda guerra mondiale, precisamente nel 1941, molti ebrei furono imprigionati in lager o costretti a lavori forzati, prima di essere poi eseguiti nei mesi successivi.
Nel 1950 la città divenne nuovamente centro pulsante del moderno distretto municipale di Ignalina, allora appartenente alla contea di Vilnius. Nel 1995 il distretto è invece entrato a far parte della contea di Utena.

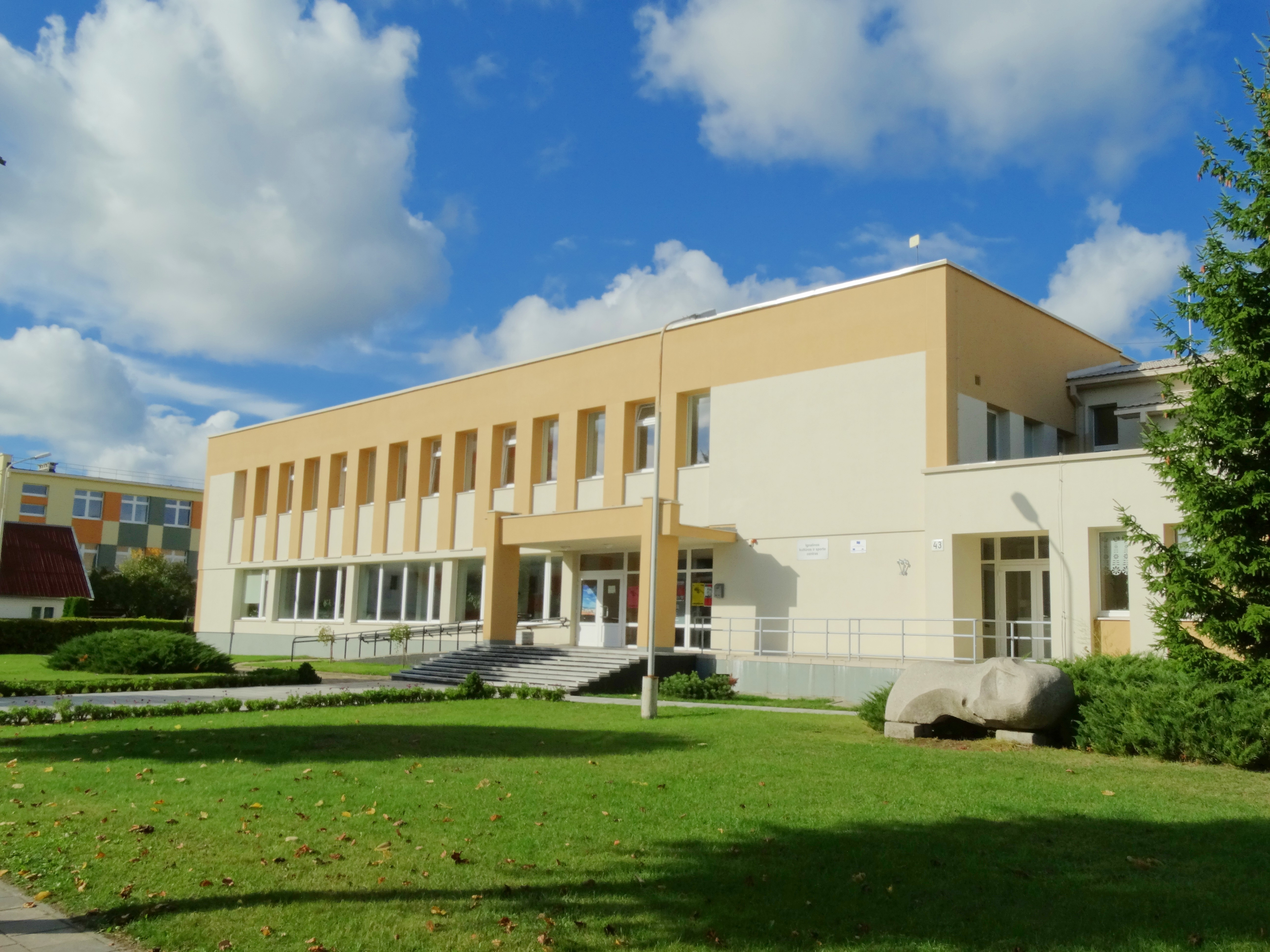
Centro di cultura e sportivo cittadino

## Amministrazione

### Gemellaggi
La città è gemellata con:
- Büren (Germania)
- Kongsvinger
- Nord-Odal
- Paks
- Prachatice
- Serock